# Alan McClatchey
Alan McClatchey (16 settembre 1956) è un ex nuotatore britannico.

## Carriera
Ha fatto parte della staffetta che ha vinto la medaglia di bronzo nella 4x200m stile libero alle Olimpiadi di Montréal 1976.

## Palmarès
- Giochi olimpici

Montréal 1976: bronzo nella 4x200m stile libero.
- Mondiali

Cali 1975: argento nella 4x200m stile libero.